# 本田哲也
本田哲也（ほんだてつや、1970年 - ）は、「世界でもっとも影響力のあるPRプロフェッショナル300人」に『PRWeek』誌によって選出された日本を代表するPR専門家。株式会社本田事務所代表取締役。

## 経歴
高崎経済大学経済学部卒業後、セガの海外事業部を経て、1999年に世界最大規模のPRエージェンシーオムニコムグループのPR会社フライシュマン・ヒラードの日本法人に入社。2006年、スピンオフとしてブルーカレント・ジャパンを設立し、代表に就任。2009年に「戦略PR」（アスキー新書）を上梓し、マーケティング業界にPRブームを巻き起こす。P&G、花王、ユニリーバ、アディダス、サントリー、トヨタ、資生堂など国内外の企業との実績多数。2019年より、株式会社本田事務所としての活動を開始し、2020年3月には、総合PR会社である株式会社ベクトルと共同で、成長型PR人材データベース事業「SCALE Powered by PR」を展開している。

## 人物
世界的なアワード『PRWeek Awards 2015』にて「PR Professional of the Year」を受賞した経歴がある。その他には、外務省のアドバイサリーやJリーグのマーケティング委員などを歴任。海外での活躍も多岐にわたり、世界最大の広告祭カンヌライオンズでは、公式スピーカーやPR部門審査員を務めた経歴がある。2020年には、公益社団法人日本パブリックリレーションズ協会（PRSJ）の理事に就任、UN Women（国際女性機関）日本事務所のアドバイサリーも務めている。戦略PRの第一人者として、本業に加えて書籍の執筆、解説者、国内外の様々なイベントへの登壇など活動は多岐にわたる。

## 作品
- 「影響力」（2004年、玉木剛氏と共著、ダイアモンド社）
- 「その1人が30万人を動かす！」（2007年、東洋経済新報社）
- 「戦略PR　空気をつくる。世論で売る。」（2009年、アスキー新書）
- 「新版　戦略PR」（2011年、アスキー新書）
- 「ソーシャルインフルエンス」（2012年、池田紀行氏と共著、 アスキーメディアワークス）
- 「最新　戦略PR　入門編、実践編」（2014年、KADOKAWA）
- 「広告やメディアで人を動かそうとするのは、もうあきらめなさい。」（2014年 、田端信太郎氏と共著、ディスカヴァー・トゥエンティワン）
- 「戦略PR 世の中を動かす新しい6つの法則」（2017年、ディスカヴァー・トゥエンティワン）ASIN B06Y64ZSW3
- 「ナラティブカンパニー 企業を変革する「物語」の力」（2021年、東洋経済新報社）ISBN 9784492558003

## 連載
- 日経クロストレンド「本田哲也のパーセプションチェンジ全5回」（2019年8月～2019年10月）
- 日経クロストレンド「パーセプション　市場をつくる新発想」（2020年2月～）

## 出演
- NHKラジオ「マイあさ！」レギュラーコメンテーター[8]
- テレビ東京「未来スクリプト 世界を変える「物語」の力」コメンテーター[9]